# Artistas en la revista Feminal (1907-1917)
Artistas en la revista Feminal (1907-1917) fue una publicación española dirigida por la escritora, música y periodista feminista española Carme Karr i Alfonsetti.  

## Historia
La revista Feminal, dirigida por la escritora, música y periodista feminista Carme Karr i Alfonsetti entre los años  1907 y 1917, estaba publicada en catalán y distribuida en forma de suplemento de La Ilustració Catalana.
La catalana Carme karr publicó en Feminal textos con fotografías y reproducciones de obras de 43 mujeres artistas, además de citar los nombres de otras muchas. Feminal también dio testimonio de como algunas artistas fundaron academias de arte, conforme las aficiones artísticas femeninas iban en aumento entre las mujeres. Una de esas escuelas se desarrolló en el taller de Lluïsa Vidal, donde se impartían clases de dibujo y pintura al natural.  Otras artistas que ejercieron en instituciones oficiales o que daban clases particulares en su domicilio fueron: Pepita Teixidor, Visitació Ubach, Àngela Fuster, Pilar Vilaret, Aurora Gutiérrez Larraya, Emília Coranty y Francisca Rius.
Además de estas pintoras, también fueron seguidas por Feminal  las pintoras de figuras y retratos: Marusa Valero, Aurora Folquer, que presentó en su exposición individual en las Galerías Dalmau (1913) grandes escenas gitanas; Carme Balmas y Lluïsa Altisent, que expusieron juntas en las Galerías Layetanas (1917). Y conocida en el ámbito artístico como pintora y música, María Oller, que también trabajaba la escultura con maestría. Entre las pintoras de flores, las artistas más destacadas en Feminal fueron Pepita Teixidor, Emília Coranty de Guasch y Visitació Ubach. Y dedicadas a la pintura religiosa, las hermanas María y Carlota Azcué.
La autora Isabel Rodrigo Villena, publicó en la revista feminal un estudio sobre las artistas catalanas con el título Las artistas catalanas, su lugar en la revista Feminal (1907-1917).